# هومينغ بيرد سوفت
هومينغ بيرد سوفت (بالإنجليزية: HummingBirdSoft)، هي شركة يابانية سابقة لإنتاج وتطوير ألعاب الفيديو، تأسست الشركة سنة 1982، وحلت الشركة في أواسط التسعينات من القرن العشرين، اشتهرت هومينغ بيرد سوفت بإنتاج لعبة كوروكيشي نو كامين.